# خوسيه أنطونيو كوندي (لاعب كرة مضرب)
خوسيه أنطونيو كوندي (بالإسبانية: José Antonio Conde)‏ هو لاعب كرة مضرب إسباني، ولد في 11 مارس 1970 في برشلونة في إسبانيا.

## وصلات خارجية
- خوسيه أنطونيو كوندي على موقع رابطة محترفي التنس (الإنجليزية)
- خوسيه أنطونيو كوندي على موقع الاتحاد الدولي لكرة المضرب (الإنجليزية)